# Casa Sisternes
|  | No s'ha de confondre amb Can Sisternes. |

La Casa Sisternes de Mataró (Maresme) és un edifici modernista que forma part de l'Inventari del Patrimoni Arquitectònic de Catalunya. Obra de la primera època de Puig i Cadafalch, etapa en què realitzà la major part de les seves obres a Mataró, a mitjans dels 1890.

## Descripció
La Casa Cisternes, del número 18 del carrer de Sant Simó, és un bé inventariat. És una casa cantonera de planta baixa i un pis. L'edifici o els elements decoratius de la façana els projectà l'arquitecte municipal de finals del XIX, Puig i Cadafalch. La seva execució probablement fou coetània a la projecció del mercat gran o "trenet", ja que a més d'utilitzar els mateixos elements decoratius (rajoles blaves i blanques, obra vista i arrebossat) aprofita l'estructura semicircular pròpia del mercat per reproduir-la amb rajoles dels mateixos tons en l'execució dels guardapols de les finestres.
Aquesta casa queda inclosa en el Catàleg del Patrimoni històrico-arquitectònic de l'ajuntament de Mataró, protegint volums i façanes.
El nom prové de la família de Can Sisternes, que hi té el casal al davant, al número 17. Els Sisternes hi tenien una antiga casa de cos i en fan reformar la façana en estil modernista a càrrec de l'arquitecte municipal Puig i Cadafalch, que hi realitza la que es considera la seva primera obra.